# 八幡前駅 (和歌山県)
八幡前駅（はちまんまええき）は、和歌山県和歌山市にある、南海電気鉄道加太線の駅。駅番号はNK44-3。

## 歴史
- 1912年（明治45年）6月16日：加太軽便鉄道開業と同時に設置。
- 1930年（昭和5年）12月22日：社名変更により加太電気鉄道の駅となる。
- 1942年（昭和17年）2月1日：会社合併により南海鉄道の駅となる。
- 1944年（昭和19年）6月1日：会社合併により近畿日本鉄道の駅となる。
- 1947年（昭和22年）6月1日：路線譲渡により南海電気鉄道の駅となる。
- 2012年（平成24年）4月1日：駅ナンバリングが導入され、使用を開始[1][2]。

## 駅構造

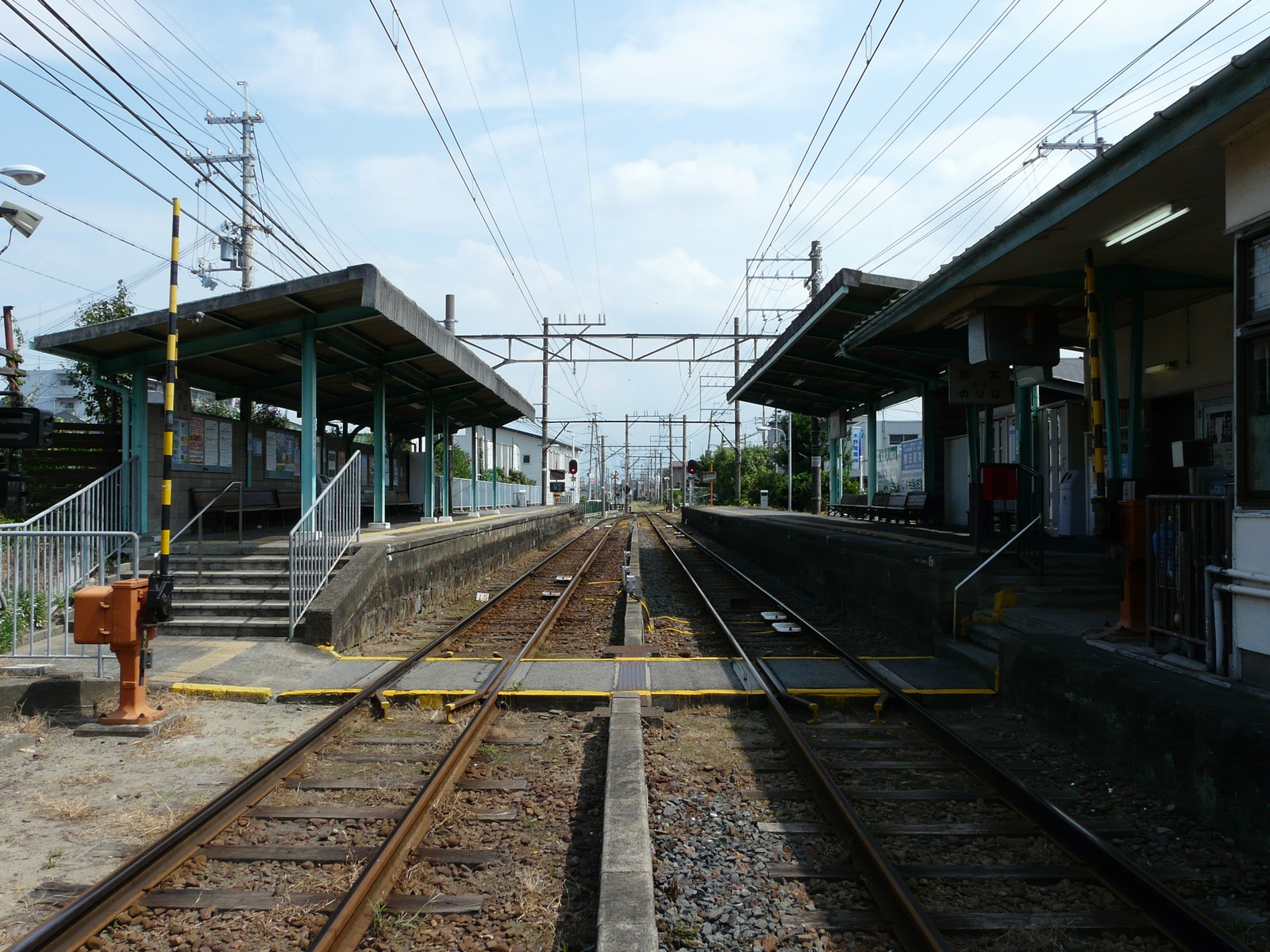
ホーム（2008年7月）

交換設備を備えた相対式2面2線のホームを持つ地平駅である。駅舎は加太方面ホームの加太駅寄りに面しており、和歌山市方面ホームへ行く際は構内踏切を渡る必要がある。トイレは設置されている。

### のりば
| のりば | 路線   | 方向 | 行先                           |
| ------ | ------ | ---- | ------------------------------ |
| 1      | 加太線 | 下り | 加太方面                       |
| 2      | 加太線 | 上り | なんば・関西空港・和歌山市方面 |

## 利用状況
2020年（令和2年）度の調査結果では、1日平均乗降人員は1,177人である。この数字は南海の駅全体では100駅中69位、加太線の駅（和歌山市駅は除外）としては8駅中2位。
各年度の1日平均乗降人員は下記の通り。
| 年度   | 1日平均 乗降人員 | 順位 |
| ------ | ---------------- | ---- |
| 1980年 | 3,772            |      |
| 1985年 | 3,543            |      |
| 1990年 | 3,820            |      |
| 1995年 | 3,532            |      |
| 2000年 | 2,728            |      |
| 2001年 | 2,546            |      |
| 2002年 | 2,492            |      |
| 2003年 | 2,401            |      |
| 2004年 | 2,303            |      |
| 2005年 | 2,167            |      |
| 2006年 | 2,134            |      |
| 2007年 | 2,063            |      |
| 2008年 | 2,028            |      |
| 2009年 | 1,810            |      |
| 2010年 | 1,766            |      |
| 2011年 | 1,721            |      |
| 2012年 | 1,698            |      |
| 2013年 | 1,761            |      |
| 2014年 | 1,685            |      |
| 2015年 | 1,624            |      |
| 2016年 | 1,590            |      |
| 2017年 | 1,575            | 69位 |
| 2018年 | 1,525            | 71位 |
| 2019年 | 1,483            | 72位 |
| 2020年 | 1,177            | 69位 |
| 2021年 | 1,183            | 69位 |

## 駅周辺
周囲には民家が立ち並んでいる。
- 木本八幡宮
徒歩で20分程度かかるため、和歌山市駅から和歌山バスの利用が便利であり、南海電鉄もそちらを推奨している。
- 和歌山古屋郵便局
- 和歌山ろうさい病院

## 隣の駅
南海電気鉄道
 加太線
中松江駅 (NK44-2) - 八幡前駅 (NK44-3) - 西ノ庄駅 (NK44-4)